# Al-Tall
Al-Tall (en arabe : التل) est une ville du gouvernorat de Rif Dimachq, en Syrie, en banlieue ouest de Damas. Elle est située au milieu des montagnes de l'Anti-Liban, ayant une altitude d'environ 1 000 mètres au-dessus du niveau de la mer. Les localités voisines comprennent Maaraba au sud-ouest, Damas au sud, Dahiyat al-Assad et Douma au sud-est, Maaret Saidnaya au nord-est, Manin au nord, Ashrafiyat al-Wadi et Bassimah au nord-ouest, et al-Hamah et Qudsaya à l'ouest. Selon le Bureau central syrien des statistiques (CBS), Al-Tall comptait 44 597 habitants lors du recensement de 2004. Ses habitants sont majoritairement musulmans sunnites. 
Au début des années 1960, Al-Tall était un grand village de 3 500 habitants. Il y avait une grande mosquée entourée de plusieurs fragments de colonnes, de pierres taillées et de grottes funéraires. 

## Personnalités notables
- Mohamed Moustapha Mero, ancien Premier ministre syrien